# دوروثي إيدن
دوروثي إيدن (بالإنجليزية: Dorothy Eden)‏ (3 أبريل 1912 في نيوزيلندا - 4 مارس 1982، لندن في المملكة المتحدة)؛ كاتِبة وروائية نيوزيلندية.

## روابط خارجية
- دوروثي إيدن على موقع IMDb (الإنجليزية)
- دوروثي إيدن على موقع قاعدة بيانات الفيلم (الإنجليزية)